# 溆浦站
溆浦站，位于中华人民共和国湖南省怀化市溆浦县卢峰镇，是沪昆铁路上的火车站，建于1972年，2001年随株六复线工程搬迁至现址。由广州铁路集团怀化车务段管辖。

## 車站周邊
- 兆隆酒店
- 凯旋城大酒店
- 中国邮政储蓄银行麻阳水储蓄所
- 溆浦县交通运输局
- 溆浦县人民法院